# Albert-Henri Besnard
Pour les articles homonymes, voir Besnard.
Ne doit pas être confondu avec Albert Besnard.
Albert-Henri Besnard, né à Alençon le 14 novembre 1890, où il est mort le 6 novembre 1977, est un graveur français.

## Biographie
Élève de Paul Adrien Bouroux, membre de la Société des artistes français, il obtient une médaille d'honneur au Salon des artistes français de 1920.